# Come into My World
Come into My World a fost al patrulea și ultimul single de pe albumul Fever a lui Kylie Minogue, lansat în 2001. A câștigat premiul Grammy pentru „Cea mai bună înregistrare dance”. Melodia a devenit un hit de top 10 în multe părți ale lumii, inclusiv în Australia, Belgia, Estonia, Grecia, Israel, Italia, Marea Britanie, Rusia, Singapore și Spania, însă a ratat top 10 în Elveția, Irlanda, Olanda și România. Single-ul a ajuns doar pe locul 91 în Statele Unite, după ce succesul pieselor „Can't Get You out of My Head” (#7) și „Love at First Sight” (#23) au reintrodu-se publicului american.